# Опћа енциклопедија ЈЛЗ
Опћа енциклопедија Југославенског лексикографског завода (скраћено Опћа енциклопедија ЈЛЗ) била је општа енциклопедија од осам свезака у издању „Југославенског лексикографског завода“ у Загребу. Ово је заправо било треће издање енциклопедије, које је издавано од 1977. до 1982. године. Године 1988. издан је допунски свезак.
У прва два издања енциклопедија је носила назив Енциклопедија лексикографског завода. Прво издање енциклопедије излазило је од 1955. до 1964, а друго од 1966. до 1969. године.
Главни уредник Опће енциклопедије био је Јосип Шентија.

## Издања

### Прво издање
Прво издање бројало је седам свезака издаваних од 1955. до 1964. године.
|   | Чланци/слова         | Година објављивања | Број страница |
| - | -------------------- | ------------------ | ------------- |
| 1 | А-Castelnau          | 1955.              | 720           |
| 2 | Castelo-Firenzuola   | 1956.              | 719           |
| 3 | Firković-Jugoslavica | 1958.              | 694           |
| 4 | Jugoslavija-Majkov   | 1959.              | 719           |
| 5 | Majmonid-Perez       | 1961.              | 710           |
| 6 | Perfekt-Sindhi       | 1962.              | 728           |
| 7 | Sindikalizam-Žvale   | 1964.              | 784           |

### Друго издање
Друго издање бројало је шест свезака издаваних од 1966. до 1969. године.
|   | Чланци/слова          | Година објављивања | Број страница |
| - | --------------------- | ------------------ | ------------- |
| 1 | А-Ćus                 | 1966.              | 720           |
| 2 | D-Helio               | 1967.              | 704           |
| 3 | Heliodor-Lagerloef    | 1967.              | 719           |
| 4 | Laghouat-Oživljavanje | 1968.              | 703           |
| 5 | P-Sjoestroem          | 1969.              | 751           |
| 6 | Skadar-Žvale          | 1969.              | 767           |

### Треће издање
Треће издање бројало је осам свезака издаваних од 1977. до 1982. године.
|   | Чланци/слова | Година објављивања | Број страница |
| - | ------------ | ------------------ | ------------- |
| 1 | А-Bzu        | 1977.              | 748           |
| 2 | C-Fob        | 1977.              | 749           |
| 3 | Foc-Iw       | 1977.              | 719           |
| 4 | Iz-Kzy       | 1978.              | 703           |
| 5 | L-Nigh       | 1979.              | 750           |
| 6 | Nih-Ras      | 1980.              | 766           |
| 7 | Raš-Szy      | 1981.              | 780           |
| 8 | Š-Žva        | 1982.              | 791           |

У склопу трећег издања, 1988. године, издан је тзв. допунски свезак.
|   | Чланци/слова | Година објављивања | Број страница |
| - | ------------ | ------------------ | ------------- |
| 9 | А-Ž          | 1988.              | 752           |